# Minimalismo biblico
L'espressione Minimalismo biblico (noto anche come Scuola di Copenaghen) si riferisce alla tendenza nell'ambito dell'esegesi biblica che sottolinea con vigore il primato dell'archeologia nel ricostruire una credibile storia dell'Israele storico.

## Caratteristiche
Questa scuola di pensiero esegetico si manifestò alla fine degli anni sessanta del XX secolo, come risposta al bisogno di mettere in evidenza le crescenti contraddizioni tra i ritrovamenti dell'archeologia siro-palestinese e la versione biblica della storia:
"Per decenni ... gli studiosi hanno interpretato l'archeologia alla luce di ciò che la Bibbia afferma ... dando per assodato che ciò che la Bibbia dice era veritiero, non sotto il profilo morale e religioso, ma sotto quello storico e scientifico. Così, come un vecchio archeologo del XIX secolo, voi potrete prendere la vostra Bibbia e aspettarvi di trovare l'Arca di Noè da qualche parte sulla vetta del monte Ararat in Turchia, proprio come afferma la Bibbia; o di fare scavi a Gerusalemme e trovare i resti del palazzo di Re David e di Salomone".
Secondo la Scuola di Copenaghen, storicizzando il testo biblico, il tradizionale approccio agli studi biblici ha creato un falso "Israele" che fallisce nel collocare in un contesto archeologico assodato dell'Età del Ferro (e ancor più in quella del Bronzo) la Siria e la Palestina.
La narrazione storica biblica, come vista dal Minimalismo, è di fatto più paragonabile al Giulio Cesare di Shakespeare: il racconto è basato su una storia reale ma esso non è stato scritto col fine di raccontare quella storia, ma per finalità teologiche.
Nel riconoscere che la narrazione storica della Bibbia è letteratura (story) anziché storia (history), con una trama, un insieme di caratteri e un tema teologico che riguardi la natura del Patto biblico tra il popolo d'Israele e il suo Dio, il Minimalismo tratta l'"Israele biblico" come un fenomeno letterario piuttosto che come un'oggettiva realtà.
Le ipotesi di lavoro degli studiosi che condividono con decisione le tesi del Minimalismo sostengono la natura "letteraria" e fittizia sia dell'epopea dei Patriarchi (che sono di fatto eroi eponimi), sia la narrazione della conquista di Canaan (della quale non esiste alcuna evidenza archeologica: gli habpiru/ebrei sono quindi uno sviluppo indigeno della popolazione cananea, con la quale condividono lingua, cultura materiale e inizialmente anche il Pantheon), sia la storia dell'impero dell'epoca di David e di Salomone (del quale non solo non esiste nessuna evidenza archeologica, ma che la Bibbia situa in un periodo storico in cui, a causa di vicende climatiche sfavorevoli, l'altipiano di Giuda poteva sostentare al massimo alcune migliaia di persone e Gerusalemme era solo "un villaggio").
La scuola afferma per contro che pochi libri relativi alla Bibbia ebraica datano a prima del IV secolo a.C. (e molti sono addirittura più tardi), sottolineando come i manoscritti ebraici più antichi che possediamo (quelli del Qumran) ci mostrano un testo ancora "aperto" e non codificato ancora nel secolo I a.C. Dunque la redazione della Bibbia quale la conosciamo oggi può essere avvenuta solo nel periodo ellenistico, del quale ha proiettato le preoccupazioni sul lontano passato.
Per esempio, la creazione letteraria della Monarchia davidica utilizzò i tratti della monarchia asmonaica (inclusa l'estensione territoriale del suo dominio e l'aspirazione all'unificazione sotto un'unica religione di tutte le popolazioni sottomesse) allo scopo di presentarla non come un'usurpazione, quale essa fu storicamente, ma come la restaurazione d'un periodo glorioso e mitico della nazione. In altre parole, come un ritorno al passato anziché una rottura con esso.
I principali studiosi di questa scuola di pensiero (anche se essi non si considerano necessariamente parte di un movimento realmente strutturato) includono Thomas L. Thompson, Keith Whitelam, Niels Peter Lemche e Philip R. Davies.

## Dibattito
Per pura comodità si usa comunemente il termine di "massimalisti" (benché non costituiscano una vera e propria "scuola") per definire complessivamente gli studiosi che rifiutano le posizioni della "Scuola di Copenaghen", trattando la Bibbia come un testo storico affidabile ogni qualvolta essa non sia espressamente contraddetta dalle scoperte archeologiche. Il nome più noto di questa tendenza è quello di William Foxwell Albright.
Esistono infine studiosi che accettano in parte la ricostruzione storica della "scuola minimalista" (compresa la negazione della conquista di Canaan e dell'impero salomonico), ma che datano la composizione della Bibbia tra il VII secolo a.C. e il V, e comunque precedente all'ellenismo, con ciò riconoscendole importanza come documento storico almeno per il periodo dal VII secolo a.C. in poi. L'esponente più noto di questa tendenza è l'archeologo israeliano Israel Finkelstein. Tra gli italiani, il semitista Giovanni Garbini ha invece difeso la posizione ultra-minimalista secondo cui la redazione della Bibbia avvenne in tempi ellenistici.